# Janno Botman
Janno Botman (Andijk, 8 maart 2000) is een Nederlandse langebaanschaatser, afkomstig van het RTC Noordwest.
Botman heeft een relatie met Michelle de Jong, eveneens langebaanschaatser.

## Persoonlijke records
| Afstand    | Tijd    | Datum            | Baan           |
| ---------- | ------- | ---------------- | -------------- |
| 500 meter  | 34,35   | 27 januari 2024  | Salt Lake City |
| 1000 meter | 1.08,06 | 28 december 2022 | Heerenveen     |
| 1500 meter | 1.48,68 | 10 oktober 2021  | Inzell         |
| 3000 meter | 4.01,08 | 12 november 2017 | Inzell         |
| 5000 meter | 7.30,92 | 11 februari 2018 | Enschede       |

(laatst bijgewerkt: 27 januari 2024)

## Resultaten
| Jaar | NK afstanden       | NK sprint                | WK Afstanden          | WK Junioren              |
| ---- | ------------------ | ------------------------ | --------------------- | ------------------------ |
| 2018 |                    |                          |                       | 11e 500m                 |
| 2019 | 20e 500m 21e 1000m |                          |                       | 500m · 1000m · 22e 1500m |
| 2020 | 14e 500m 15e 1000m | 6e (7e, 10e, 7e, 6e)     |                       |                          |
| 2021 |                    | NS3 (11e, 13e, 13e, DNS) |                       |                          |
| 2022 | 4e 500m 14e 1000m  | · (4e, 4e, , 5e)         |                       |                          |
| 2023 | 4e 500m 8e 1000m   | 4e · (, 7e, , 6e)        |                       |                          |
| 2024 | 500m · 11e 1000m   | 5e · (4e, 6e, , 7e)      | 15e 500m · teamsprint |                          |
| 2025 | 500m · 7e 1000m    | 8e (10e, 14e, 6e, 8e)    | DNF 500m · teamsprint |                          |

(#, #, #, #) = afstandspositie op sprinttoernooi (500m, 1000m, 500m, 1000m).
Team Reggeborgh
Jenning de Boo · Marcel Bosker · Janno Botman · Wesly Dijs · Marrit Fledderus · Louis Hollaar · Femke Kok · Kjeld Nuis · Hein Otterspeer · Tim Prins · Antoinette Rijpma-de Jong · Patrick Roest · Mats Siemons · Remo Slotegraaf · Stefan Westenbroek
Coaches: Gerard van Velde · Dennis van der Gun · Robin Derks